# Alexandre Grebionkine
Aleksandr Sergueïevitch Grebionkine (en russe : Александр Сергеевич Гребёнкин), né le 15 juillet 1982 à Myski dans l'oblast de Kemerovo, est un cosmonaute russe.

## Biographie

### Enfance et études
Il est diplômé le 21 juin 2002 de l'Institut militaire d'ingénierie aéronautique d'Irkoutsk avec un diplôme de technicien en radio-électronique, et le 15 mars 2011 de l'Université technique de Moscou des communications et de l'informatique avec un diplôme d'ingénieur en "radiocommunication, radiodiffusion et télévision".
De juillet 2002 au 6 novembre 2018, il travaille à la base aérienne de Koubinka dans la région de Moscou. 
Le 15 mars 2011, il est diplômé de l'Université technique de communication et d'informatique de Moscou.

### Carrière militaire
De juillet 2002 à juillet 2005, il a servi en tant que technicien à la préparation des avions à Novy Gorodok, dans le district de Odintsovsky. De juillet 2005 à octobre 2010, il travaille comme ingénieur. D'octobre 2010 à son recrutement comme cosmonaute, il est chef d'un groupe de maintenance et de réparation. 

### Carrière de cosmonaute
Il est sélectionné dans la promotion 2018 de cosmonautes russes. Son entrainement se termine en décembre 2020.
Le 20 janvier 2022, lors d'une réunion de la Commission interdépartementale de Roscosmos, il a été approuvé en tant qu'ingénieur de vol 2 de l'équipage principal de l'expédition 71 de la Station Spatiale Internationale.  Il commence alors à s'entrainer avec Sergueï Ryjikov et Sergueï Mikaïev.
Le 1er mars 2023, lors d'une réunion de la commission interdépartementale de la société d'État Roscosmos, il est nommé doublure du cosmonaute Konstantin Borissov pour la mission SpaceX Crew-7.
Il est sélectionné comme spécialiste de mission pour la mission SpaceX Crew-8 qui est lancée le 4 mars 2024 et séjourne dans la Station spatiale internationale pour les expéditions 70 et 71.